# Earl Clark

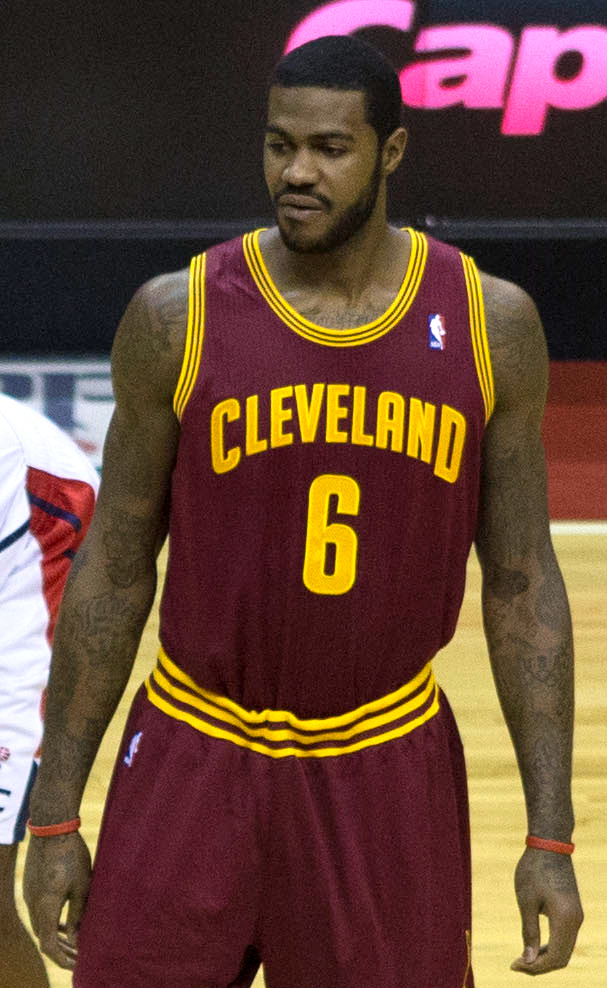
Clark pelos Cavaliers

Earl Rashard Clark (Plainfield, 17 de janeiro de 1988) é um jogador de basquetebol que atua pela equipe do Beşiktaş Sompo Japan que disputa a Liga Turca e a Liga dos Campeões da FIBA.

## Estatísticas na NBA

### Temporada regular
| Ano     | Equipe      | PJ  | PT | MPP  | %TC  | %3P  | %TL  | RPP | APP | ROB | TPP | PPP |
| ------- | ----------- | --- | -- | ---- | ---- | ---- | ---- | --- | --- | --- | --- | --- |
| 2009-10 | Phoenix     | 51  | 0  | 7.5  | .371 | .400 | .722 | 1.2 | .4  | .1  | .3  | 2.7 |
| 2010-11 | Phoenix     | 9   | 0  | 8.0  | .387 | .000 | .500 | 1.9 | .4  | .1  | .3  | 3.2 |
| 2010-11 | Orlando     | 33  | 0  | 11.9 | .441 | .000 | .595 | 2.5 | .2  | .2  | .5  | 4.1 |
| 2011-12 | Orlando     | 45  | 1  | 12.4 | .367 | .000 | .724 | 2.8 | .4  | .3  | .7  | 2.7 |
| 2012-13 | L.A. Lakers | 59  | 36 | 23.1 | .440 | .337 | .697 | 5.5 | 1.1 | .6  | .7  | 7.3 |
| 2013-14 | Cleveland   | 45  | 17 | 15.5 | .375 | .345 | .583 | 2.8 | .4  | .4  | .4  | 5.2 |
| 2013-14 | New York    | 9   | 0  | 7.8  | .333 | .167 | .800 | 1.8 | .2  | .1  | .7  | 2.6 |
| 2014-15 | Brooklyn    | 10  | 0  | 9.3  | .367 | .286 | .250 | 2.3 | .3  | .3  | .4  | 2.7 |
| Total   | Total       | 261 | 54 | 13.9 | .403 | .328 | .664 | 3.0 | .5  | .3  | .5  | 4.4 |

### Playoffs
| Ano   | Equipe      | PJ | PT | MPP  | %TC  | %3P  | %TL   | RPP | APP | ROB | TPP | PPP |
| ----- | ----------- | -- | -- | ---- | ---- | ---- | ----- | --- | --- | --- | --- | --- |
| 2010  | Phoenix     | 3  | 0  | 4.0  | .333 | .000 | 1.000 | .7  | .3  | .3  | .0  | 1.3 |
| 2011  | Orlando     | 1  | 0  | 6.0  | .333 | .000 | .000  | 4.0 | 1.0 | 1.0 | 1.0 | 2.0 |
| 2012  | Orlando     | 5  | 0  | 17.6 | .444 | .000 | .571  | 6.6 | .2  | .4  | 1.0 | 4.0 |
| 2013  | L.A. Lakers | 4  | 1  | 20.5 | .368 | .000 | .000  | 3.0 | .5  | .3  | .3  | 3.5 |
| 2015  | Brooklyn    | 2  | 0  | 6.5  | .200 | .667 | .000  | 1.0 | .0  | .5  | .0  | 3.0 |
| Total | Total       | 15 | 1  | 13.5 | .358 | .286 | .667  | 3.5 | .3  | .4  | .5  | 3.1 |